# Orangen und Datteln
Das Buch Orangen und Datteln. Reisefrüchte aus dem Oriente ist eine Anthologie verschiedener Reiseerzählungen Karl Mays und erschien am 5. Dezember 1893 als Band 10 von Karl May’s gesammelten Reiseerzählungen. Im Impressum war der Erscheinungstermin auf 1894 vordatiert.
Das Deckelbild der Erstausgabe stammte von Fritz Bergen.
1909 erschien eine illustrierte Ausgabe mit Bildern von Willy Planck.
Im Verlag Friedrich Ernst Fehsenfeld brachte es der 665 Seiten starke Reiseroman auf zehn Auflagen.

## Inhalt
Das Buch enthält kleinere Abenteuer des Ich-Erzählers Kara Ben Nemsi in Nordafrika mit wechselnden Begleitern. Er kämpft mit Mitgliedern einer Raubkarawane, die die Sahara unsicher machen. Seine ärgsten Widersacher sind Sklavenhändler und räuberische Wüstenstämme.
Es handelte sich um einen Sammelband, der acht Einzelerzählungen zusammenfasste, die bereits zuvor an anderer Stelle veröffentlicht worden waren.
- Die Gum
- Christus oder Muhammed
- Der Krumir
- Eine Ghasuah
- Nûr es Semâ – Himmelslicht
- Christi Blut und Gerechtigkeit
- Mater dolorosa
- Der Verfluchte

### Die Gum
Die Gum ist eine Reiseerzählung Karl Mays, die in Band 10 der Gesammelten Reiseerzählungen, enthalten ist.

#### Textgeschichte
Die Gum (Gum = Karawane) ist eine von May selbst leicht bearbeitete Fassung der Erzählung Unter Würgern, die 1879 im Deutschen Hausschatz und 1883/84 in der Münchmeyer-Zeitschrift Deutscher Wanderer erschien. Die Erstausgabe von Orangen und Datteln erfolgte Ende 1893. Die Gum ist seitdem in allen Nachauflagen und Neuausgaben von Orangen und Datteln enthalten.
So findet sich die Geschichte heute weiterhin unter dem Titel Die Gum in bearbeiteter Form in Band 10 der Gesammelten Werke, Sand des Verderbens.
Außerdem erschien Die Gum – gewissermaßen als Auskopplung aus dem Sammelband – gelegentlich einzeln oder mit verschiedenen anderen Texten.
Als „Feldpost-Ausgabe“ erschien die Erzählung in zwei Auflagen 1915 und 1916 unter dem Titel Abenteuer in Nord-Afrika im Karl-May-Verlag.
In der 1993 erschienenen Anthologie Sachsens böse Kerle. Räuber, Schmuggler, Wilderer, herausgegeben von Heiner Boehncke und Hans Sarkowicz, ist das vierte Kapitel der Erzählung unter dem Titel Der Räuberwürger in modernisierter Form enthalten.
Unter dem Titel Am Wadi el Kantara erschien 2007 eine bearbeitete Fassung der Geschichte im Sonderband zu den Gesammelten Werken An der Quelle des Löwen.
Ein weiterer Auszug erschien 2010 unter der Überschrift Ein arabisches Duell im Sonderband Auf Tod oder Leben.

#### Inhalt
1. Djezzar-Bei, der Menschenwürger.
2. Assad-Bei, der Herdenwürger.
3. Hedjahn-Bei, der Karawanenwürger.
4. Behluwan-Bei, der Räuberwürger.

Der Inhalt der Buchausgabe entspricht dem der Hausschatz-Fassung Unter Würgern.

#### Sonstiges
Der Band Die Wüstenräuber aus Bachem’s Roman-Sammlung ist gewissermaßen eine Parallelausgabe von Die Gum. Auch diese basiert auf dem Text Unter Würgern.

### Christus oder Muhammed
Christus oder Muhammed. Reise-Erlebnis von Karl May ist eine Marienkalendergeschichte Karl Mays.

#### Textgeschichte
Der Text wurde 1890 geschrieben und noch im selben Jahr im Regensburger Marien-Kalender für das Jahr des Heiles 1891 und in dessen Parallelausgabe Tiroler Marien-Kalender für das Jahr des Heiles 1891 erstmals veröffentlicht.
1893/94 wurde die Erzählung dann von Karl May in die Anthologie Orangen und Datteln, Band 10 der gesammelten Reiseromane, übernommen. Christus oder Muhammed ist seitdem in allen Nachauflagen und Neuausgaben von Orangen und Datteln enthalten.
So findet sich die Geschichte heute weiterhin unter dem Titel Christus oder Muhammed in bearbeiteter Form in Band 10 der Gesammelten Werke, Sand des Verderbens.
1979 erschien die Wiedergabe des Erstdrucks in Christus oder Muhammed. Marienkalender-Geschichten, einem Reprint der Karl-May-Gesellschaft.

#### Inhalt
Der Ich-Erzähler und sein Freund Kapitän Frick Turnerstick haben im Botanischen Garten von Marseille einen Zusammenstoß mit Abd el Fadl, dem Henker des Beys von Tunis, der im Beisein seines Dolmetschers ein Kreuz zerstört.
„[...] der in der Erde steckende Teil des Schaftes war angefault; er zerbrach, und das starke und wohl fünf Ellen hohe Krucifix stürzte derart nach unserer Seite herüber, daß es den Kapitän am Kopfe traf.“ [...]
„In dem einen erkannte ich infolge seiner Habichtsnase und anderweiten Gesichtsbildung sofort den Armenier. Er trug eine Schaffellmütze, kurze Jacke, weite Hosen und hohe Schaftstiefel; im Gürtel hatte er ein Messer stecken. Der andere war, wie es schien, ein Beduine. Ich schätzte sein Alter gegen fünfzig Jahre. Die lange, starkknochige Gestalt war in einen weissen Burnus gehüllt. Auf dem Kopfe saß der rote Fez, um welchen ein Turbantuch von derselben Farbe gewickelt war. Das hagere Gesicht war dasjenige eines starr und blind gläubigen Muhammedaners. Er zeigte sich über unser Erscheinen gar nicht etwa erschrocken, sondern blickte uns mit seinen dunklen, stechenden Augen beinahe höhnisch entgegen.“
Weil er dafür bestraft wird, versucht Abd el Fadl, den Erzähler zu töten, wird aber dennoch von diesem vor dem Ertrinken gerettet. In Tunis überrascht er dann den Erzähler beim Gespräch mit seiner Gattin Kalada, die eine heimliche Christin ist. Abd el Fadl schwört Rache, doch bei einer Reise wird er mit seiner Familie durch einen Sandsturm gezwungen, in die „Höhle des Donners“ zu fliehen, in die auch ein Panther eindringt. Es gelingt dem Erzähler, den Panther zu töten und so Abd el Fadls Sohn Asmar zu retten. Der bisher fanatische Moslem bekehrt sich daraufhin zum christlichen Glauben seiner Gattin.

#### Sonstiges
Sascha Schneiders Titelbild zu Mays Orangen und Datteln ist ebenfalls unter dem Namen Christus oder Muhammed bekannt.

### Der Krumir
Der Krumir. Nach den Erlebnissen eines „Weltläufers“ von Karl May ist eine Reiseerzählung Karl Mays.

#### Textgeschichte
Die Erzählung wurde 1881 geschrieben und 1882 erstmals in Belletristische Correspondenz: Zur Benutzung für Zeitungsredaktionen herausgegeben unter Mitwirkung der Redaktion des Daheim in Leipzig im Verlag von Velhagen & Klasing veröffentlicht.
Hierauf zurückgehende Nachdrucke desselben Jahres wurden bisher in der Prager Zeitschrift Politik und in den Innsbrucker Nachrichten nachgewiesen.
Ein weiterer erschien 1889 in der Kölner Zeitschrift Im Familienkreise.
Ein bearbeiteter Nachdruck wurde 1882 in das in Frankfurt am Main erschienene Journal Didaskalia aufgenommen.
1893 wurde der Text dann von Karl May als dritte Erzählung in den Band Orangen und Datteln der gesammelten Reiseromane übernommen. Die Unterschiede zum Erstdruck sind unerheblich.
Unter dem Titel Die Blume der Uëlad Sebira. Eine Erzählung aus der nordafrikanischen Wüste. Von Karl May erschien der Text 1933 als Lizenzausgabe des Karl-May-Verlags in einem bisher unbekannten Periodikum, möglicherweise im Feuilleton einer Tageszeitung in Hannover.
Als „Feldausgabe“ erschien die Erzählung 1944 bei Bertelsmann ebenfalls als Lizenz, allerdings ist kein Exemplar davon nachweisbar.
In den Gesammelten Werken ist der Text in Band 10, der nach dem Zweiten Weltkrieg den Titel Sand des Verderbens erhielt, in bearbeiteter Form zu finden.
1985 erschien die Wiedergabe des Erstdrucks im gleichnamigen Reprintband der Karl-May-Gesellschaft.
Unter dem Titel Im Land des Krumir erschien 2007 eine bearbeitete Fassung der Geschichte im Sonderband zu den Gesammelten Werken An der Quelle des Löwen.

#### Inhalt
Der Ich-Erzähler reitet auf „Rih“ mit seinem Freund Achmed es Sallah von Algerien nach Tunesien. Sie treffen auf Krüger-Bei, den Obersten der Leibwache des Beys von Tunis, und Scheik Ali en Nurabi.
„Hast du noch nicht von Saadis el Chabir gehört?“
„Von Saadis, dem Krumir von Ferkah ed Dedmaka? Er ist berüchtigt im ganzen Lande. Er hat seine Heimat fliehen müssen, weil er Blut vergoß und ihm nun die Rache folgt. Er ist der Chabir el Chabir, der größte unter den Führern; er kennt alle Berge und Thäler, alle Flüsse und Quellen des Landes [...]“
Sie müssen miterleben, wie Saadis el Chabir Achmeds Geliebte Mochallah, die Tochter Ali en Nurabis, und zwei wertvolle Reittiere, nämlich ein Reitkamel und die Stute „Utheif“, raubt. Nach langer Verfolgungsjagd bricht sich der Krumir beim Sturz auf der Salzdecke des tunesischen Schott el Rharsa das Genick.

#### Sonstiges
Karl May selbst musste den Text für die Buchausgabe erst beim Verlag des Erstabdrucks anfordern. Abgeschrieben wurde der Text von dem Mitarbeiter des Fehsenfeld-Verlags Sebastian Krämer.

### Eine Ghasuah
Eine Ghasuah. Reiseerlebnis von Dr. Karl May ist eine Marienkalendergeschichte Karl Mays.

#### Textgeschichte
Die Erzählung wurde 1892 geschrieben und im selben Jahr erstmals im Eichsfelder Marien-Kalender für das katholische Volk 1893 veröffentlicht.
Eine Ghasuah ist seitdem in den Nachauflagen und Neuausgaben von Orangen und Datteln enthalten.
Ebenfalls enthalten ist der Text im Sammelband Karl-May-Geschichten aus dem Jahr 1943. Dabei handelt es sich um Band 7 der Lagerbücherei der Kinderlandverschickung, eine Lizenzausgabe des Karl-May-Verlags für die Erwin Skacel Verlagsbuchhandlung.
Im Rahmen der Gesammelten Werke findet sich der Text heute bearbeitet unter dem Titel Der Raubzug der Baggara in Band 10 Sand des Verderbens wieder.
1979 erschien die Wiedergabe des Erstdrucks in Christus oder Muhammed. Marienkalender-Geschichten, einem Reprint der Karl-May-Gesellschaft.
1996 erschien in der von Siegfried Augustin und Walter Hansen besorgten Karl-May-Ausgabe des Nymphenburger Verlags, in der so genannten Roten Reihe, die Reiseerzählung – bearbeitet – im Sammelband Hadschi Halef Omar und der Frauenräuber von Serdascht.

#### Inhalt
Die Erzählung umfasst zwei Kapitel:
- Abu djom.
- Abu el mawadda.

Kara Ben Nemsi und Hadschi Halef Omar treffen am Nil den Nuer-Häuptling Abu Djom, der mit einigen Kriegern eine Karawane von Baggara-Sklavenjägern verfolgt. Diese haben sein Dorf überfallen und Mädchen, Frauen und Knaben geraubt. Mit Hilfe des falschen Missionars Gibson sollen sie verkauft werden.
Dieser Plan wird vereitelt, Gibson erschossen, die Sklaven werden befreit und die Sklavenjäger in die Flucht geschlagen. Kara Ben Nemsi verwendet gegenüber Gibson den Tarnnamen „Selim Mefarek“.

#### Sonstiges
In seinem Roman Im Lande des Mahdi II, Kapitel 5, erklärt Karl May, was eine „Ghasuah“ ist:
„Und wie wird eine solche Ghasuah, eine solche Sklavenjagd arrangiert und ausgeführt? Nun, ganz genau in derselben Weise, wie ein Einbrecher verfährt, welcher sich mit fremdem Gute bereichert und früher oder später dem Zuchthause verfällt. Nur ist der Sklavenjäger ein ganz klein wenig schlimmer als der Einbrecher, da er Menschen stiehlt, ganze, große Dörfer verheert und entvölkert, und während er hundert Sklaven macht, wenigstens ebensoviel Greise und Kinder als für sich unbrauchbar umbringt.“
Irrtümlich berichtet der Autor, dass Kara Ben Nemsi und Hadschi Halef Omar kurz vorher zusammen mit dem Reïs Effendina Achmed Abd el Insaf im Sudan gegen die Sklavenjäger Ibn Asls gekämpft haben (Mahdi-Trilogie). Dort war aber nicht Halef, sondern Ben Nil der Gefährte Kara Ben Nemsis.

### Nûr es Semâ – Himmelslicht
Nûr es Semâ – Himmelslicht. Reiseerlebnis von Karl May ist eine Marienkalendergeschichte Karl Mays.

#### Textgeschichte
Die Erzählung wurde im Februar 1892 geschrieben und im selben Jahr in Benziger’s Marien-Kalender für das Jahr 1893 und in dessen Parallelausgabe Kevelaerer Marien-Kalender für das Jahr 1893 erstmals veröffentlicht.
1893 wurde der Text in die Anthologie Orangen und Datteln, Band 10 der gesammelten Reiseromane, aufgenommen, der im Impressum auf 1894 vordatiert war.
1979 erschien die Wiedergabe des Erstdrucks in Christus oder Muhammed. Marienkalender-Geschichten, einem Reprint der Karl-May-Gesellschaft.
Im Rahmen der Gesammelten Werke befand sich der Text vor 2000 (bearbeitet) unter dem Titel Himmelslicht im Band 26, Der Löwe der Blutrache, wieder. Seit der Rückbearbeitung im Jahr 2000 fand die Erzählung ihren neuen Platz in Band 48 der Gesammelten Werke, Das Zauberwasser, unter dem Titel Nûr es Schemâ – Himmelslicht.

#### Inhalt
Wikrama, Parse und Vater von Alam, ist von den Anezeh entführt worden. Der Stamm verlangt vom Sohn Lösegeld. Letzter Tag der Zahlungsfrist ist der 25. Dezember. Kara Ben Nemsi verspricht, sich der Sache anzunehmen und Wikrama zu befreien – selbstverständlich ohne Zahlung. Unterwegs treffen sie auf die Haddedihn unter Scheik Amad el Ghandur. Es stellt sich heraus, dass die Anezeh den Haddedihn Tiere gestohlen haben, die letztere nun mit Gewalt zurückholen wollen.
Kara Ben Nemsi, Hadschi Halef Omar und Alam begeben sich zu den Anezeh, um zu verhandeln, werden allerdings als Gefangene behandelt. Einmal mehr zieht sich Kara Ben Nemsi durch Demonstration der Vielschüssigkeit seiner Waffen aus der Affäre. Dann werden die Anezeh durch die zahlenmäßig weit überlegenen Haddedihn umzingelt.
Bevor es zu einem Blutvergießen kommt, gelingt es dem Einsiedler vom nahe gelegenen Berg die Parteien zu versöhnen. Er stellt sich als Christ heraus, und so feiert Kara Ben Nemsi mitten unter den Muslimen Weihnachten.

#### Sonstiges
Kürzungen vom Manuskript zur Kalenderausgabe nahm der Verlag selbstständig vor.
Zum Ende der Ereignisse um den Schut reisen Omar Ben Sadek und Halef zusammen zu den Haddedihn, um sich ihnen anzuschließen. Zu Beginn von Nûr es Semâ heißt es nun allerdings:
„Es war Mitte Dezember. Wir kamen von Bagdad herauf und wollten meinen Freund Amad el Ghandur, den Scheik der Haddedihn-Araber vom großen Stamme der Schammar besuchen. Wenn ich sage 'wir', so ist damit außer mir noch mein kleiner, wackerer und treuer Diener Hadschi Halef Omar gemeint. Wir waren vor Jahren bei den Haddedihn gewesen, hatten ein gutes Andenken zurückgelassen und wußten, daß sie uns mit großer Freude bewillkommnen würden.“
Halef ist samt seinem Weibe Hanneh ordentliches Mitglied der Haddedihn, seit der Schlacht im „Thal der Stufen“, die May bereits im März 1881 schilderte. Wie kann er seinen eigenen Stamm „besuchen“??

### Christi Blut und Gerechtigkeit
Christi Blut und Gerechtigkeit. Von Karl May ist eine mit den Marienkalendergeschichten verwandte Erzählung Karl Mays.

#### Textgeschichte
Der Text wurde 1882 geschrieben und in der Zeitschrift Vom Fels zum Meer. Spemann’s Illustrirte Zeitschrift für das Deutsche Haus (Verlag Wilhelm Spemann Stuttgart) veröffentlicht.
1893 fand die Erzählung Aufnahme in den Sammelband Orangen und Datteln, Band 10 der gesammelten Reiseromane, der im Impressum auf 1894 vordatiert war. Christi Blut und Gerechtigkeit ist seitdem in den Nachauflagen und Neuausgaben von Orangen und Datteln enthalten.
Im Rahmen der Gesammelten Werke findet sich der Text heute bearbeitet unter dem Titel Schefakas Geheimnis in Band 48 Das Zauberwasser wieder.
Der Braunschweiger Verlag A. Graff veröffentlichte 1976 in der Reihe Werkdruck-Reprints den Vom Fels zum Meer-Band Christi Blut und Gerechtigkeit/Saiwa tjalem mit einem Faksimile des Erstsatzes.
1979 erschien die Wiedergabe des Erstdrucks in Christus oder Muhammed. Marienkalender-Geschichten, einem Reprint der Karl-May-Gesellschaft.

#### Inhalt
Kara Ben Nemsi und Halef verabschieden sich von Scheich Melef und den Schirwani, bei denen sie einige Tage verbracht haben. Als sie das Dorf mit ihrem Führer, einem Dschesiden, verlassen, stellen sie schnell fest, dass ihre Gastfreunde ihnen eine Falle stellen wollen, um sie auszurauben.
Die drei Reisenden werden von Scheri Schir und dreißig weiteren Zibari gestellt; als sie aber erfahren, dass er Kara Ben Nemsi ist, legen sie ihr feindseliges Verhalten ab und nehmen sie in scheinbarer Gastfreundschaft auf. Im Dorf der Zibari angekommen, wird deutlich, dass die Gastfreundschaft nicht ehrlich gemeint ist.
Scheri Schirs Schwiegertochter Schefaka, die Gattin Hamsa Mertals, bietet Kara und Halef ihren Schutz an, der nach kurdischer Sitte unbedingt beachtet werden muss. Abends hört Kara Ben Nemsi zufällig, wie ihr Töchterchen das Gebet „Christi Blut und Gerechtigkeit“ spricht und kommt mit der jungen Frau und ihren Angehörigen ins Gespräch.
Als Kara Ben Nemsi ihren vom Vater geerbten Talisman entziffern (das „Aennchen von Tharau“, in D-dur arrangiert für gemischtes Soloquartett) und vortragen kann, ist das Eis endgültig gebrochen.
Kara Ben Nemsi wird mit seinen Gefährten uneingeschränkt Gastfreund der Zibari.
„Herr, das Weib meines Sohnes nennt dich Effendi. Ja, du bist ein Effendi, ein großer Gelehrter und ein tapferer Krieger, der weder Furcht noch Kleinmut kennt; du bist würdig, unter die Sipah [sc. Streiter] der Zibari aufgenommen zu werden. Du hast das Leben der Kurden geschont, trotzdem sie dich verrieten und dann in deine Hand gegeben waren. In deinem Lande müssen weise Denker, kühne Streiter, barmherzige Sieger und viel schöne, treue Frauen wohnen. Die Lieder deines Volkes sind sanft wie das lispelnde Blatt und mächtig wie der brüllende Löwe. Du sollst uns von diesem Lande und von diesem Volke erzählen. Du sollst unser Mivan, unser Gast sein, und niemand soll ein Haar deines Hauptes krümmen. Wir verlangten nach deinem Rappen und nach euren Waffen; aber sie sollen dir bleiben, und wenn du von uns gehest, so werden wir dich begleiten weit über Berg und Thal, bis du in Sicherheit bist. Sere men – bei meinem Haupte, das schwöre ich dir!“

#### Sonstiges
Im Kurdengebiet Erbil, Irak, liegt auf 36° 51′ 43″ N | 44° 3′ 54″ O die Stadt Az Zībār.
Die Erzählung wurde 1888 in die Welthilfssprache Volapük übersetzt und veröffentlicht.

### Mater dolorosa
Mater dolorosa. Reise-Erlebnis von Karl May ist eine Marienkalendergeschichte Karl Mays.

#### Textgeschichte
Die Erzählung wurde 1890 geschrieben und 1891 erstmals im Regensburger Marien-Kalender für das Jahr des Heiles 1892 und in dessen Parallelausgabe Tiroler Marien-Kalender für das Jahr des Heiles 1892 erstmals veröffentlicht.
1893 wurde sie dann von Karl May in die Anthologie Orangen und Datteln, Band 10 der gesammelten Reiseromane, aufgenommen, die im Impressum auf 1894 vordatiert war. Mater dolorosa ist seitdem in den Nachauflagen und Neuausgaben von Orangen und Datteln enthalten.
Nach 1945 findet sich der Text im Rahmen der Gesammelten Werke in bearbeiteter Form unter dem Titel Das Kurdenkreuz im Band 48, Das Zauberwasser, wieder.
1979 erfolgte die Wiedergabe des Erstdrucks in Christus oder Muhammed. Marienkalender-Geschichten, einem Reprint der Karl-May-Gesellschaft.
1996 erschien in der von Siegfried Augustin und Walter Hansen besorgten Karl-May-Ausgabe des Nymphenburger Verlags, in der so genannten Roten Reihe, die Reiseerzählung – bearbeitet – im Sammelband Hadschi Halef Omar und der Frauenräuber von Serdascht.

#### Inhalt
1. Kapitel. Fatima Marryah.

Der Ich-Erzähler ist als Kara Ben Nemsi mit Hadschi Halef Omar und einem vom Mutessarif von Kerkuk aufgenötigten Khawassen nach Abschluss des Orientzyklus in Kurdistan auf dem Weg nach Persien.
Unterwegs treffen sie auf eine Frau, die von Bluthunden gejagt wird. Um die Frau – Fatima Marryah – zu retten, erschießt Kara Ben Nemsi die Bestien, die Schir Seleki, der Häuptling (sic!) der Mir Mahmalli, losgehetzt hat. Letzterer verlangt Schadensersatz und dazu Waffen und Pferde der Protagonisten, muss sich aber damit begnügen, außer ein paar Pferden keine weiteren Verluste zu erleiden.
2. Kapitel. Yussuf Ali.

Vom Stamm der Frau werden Kara und Halef zunächst aus Habgier hinterrücks niedergeschlagen. Kaum haben sie sich befreit, so erscheint auch schon Fatima Marryah und klärt über die Vorgeschichte auf, Kara, Halef und der Khawaß werden als Freunde und Gäste aufgenommen und wohnen bei Yussuf Ali und seiner Frau Fatima Marryah.
3. Kapitel. Hussein Isa.

Das Paar hat einen abwesenden Sohn Hussein Isa und Kara zeigt die christlich-islamische Parallele in den Namen auf, worin Yussuf Ali eher ein Unglück sieht: er wollte seinen sehr beredten Sohn zu einem berühmten Gelehrten ausbilden lassen, der aber wechselte zum großen Leid seines Vaters nach dem Koran-Studium zum Patriarchen von El Kosch und wurde Christ.
Als er selbst zu Besuch erscheint, kommt es zum Streit, den Kara schlichten will, wobei er von seinem Gastgeber geschlagen und dadurch am Auge verletzt wird. Während Kara ins Haus des Scheiks wechselt, wird der Sohn vom Vater verstoßen und verjagt. Kurz darauf wird er von den Mir Mahmalli gefangen. Die Eltern bitten Kara Ben Nemsi um Hilfe, doch der fordert den Scheik auf, mit dem ganzen Stamm zu helfen. Dieser aber verweigert jede Hilfe:
„Ein Abtrünniger kann [...] nicht unser Bruder sein. Er hat Muhammed verlassen; mag Isa, an den er jetzt glaubt, ihn retten!“
4. Kapitel. Es Salib.

(Salib Isa heißt „Kreuz Christi“.)
Kara und Halef eilen trotz der Sehbehinderung Karas zu den Feinden, „schleichen“ sich an und schneiden sich durch den Verhau, der die Siedlung schützen soll. Dort soll Hussein Isa gekreuzigt werden. Halef bleibt zur Beobachtung, Kara eilt zurück, um die Gastgeber doch noch zur Hilfe zu überreden, doch vergeblich, die Eltern sind unterdessen auf eigene Faust aufgebrochen. Zurück bei Halef erfährt Kara, dass die Kreuzigung durch Anbinden der Arme und Beine vollzogen wurde und die Eltern gefangen und unten an den Kreuzbaum gebunden worden sind und dass jetzt Hunde das Dorf außen umkreisen.
Die Tiere werden erstochen, dann legt Halef auf Kommando Feuer an den Verhau aus gefällten Bäumen und hilft danach, die Gefesselten loszuschneiden, was besonders bei dem Sohn nicht ganz einfach ist. Kara deckt den Rückzug.
Die Bekehrung auch der Eltern ist die Folge der Rettung im Namen Jesu.
Der Titel Mater dolorosa nimmt Bezug darauf, dass die Mutter sich besonders der „Schmerzensreichen Mutter Gottes“ zugewendet hat, nachdem sie früher vor allem Fatima, die Mutter Hassans und Husseins, wegen deren Leid um ihre Söhne verehrt hatte.

### Der Verfluchte
Der Verfluchte. Reiseerlebnis von Dr. Karl May ist eine Marienkalendergeschichte Karl Mays.

#### Textgeschichte
Die Erzählung wurde 1891 geschrieben und 1892 im Regensburger Marien-Kalender für das Jahr des Heiles 1893 und in dessen Parallelausgabe Tiroler Marien-Kalender für das Jahr des Heiles 1893 erstmals veröffentlicht.
1893 wurde der Text dann von May in den zehnten Band der gesammelten Reiseromane, Orangen und Datteln, übernommen, der im Impressum auf 1894 vordatiert war. Der Verfluchte ist seitdem in den Nachauflagen und Neuausgaben von Orangen und Datteln enthalten.
1936 wurde die Geschichte aus dem ursprünglichen Band 10 der Reihe Karl May’s Gesammelte Werke des Karl-May-Verlages herausgenommen und nach dem Ende des Zweiten Weltkriegs – bearbeitet – unter dem Titel Es Ssabi – der Verfluchte in den umgestalteten Band 26, Der Löwe der Blutrache, eingegliedert.
1979 erschien die Wiedergabe des Erstdrucks in Christus oder Muhammed. Marienkalender-Geschichten, einem Reprint der Karl-May-Gesellschaft.
Im Zuge der Rückbearbeitung von Band 26 der Gesammelten Werke wurde die Geschichte jedoch im Jahr 2000 in Band 48 Das Zauberwasser verlagert.

#### Inhalt
Der Ich-Erzähler wird von seinem Gastfreund Said Kaled Pascha in Engyrijeh gebeten, einem Freund, Osman Bei, dessen ausstehende Pension, einen hohen Geldbetrag, zu überbringen. Die beiden Arnauten, die ihn begleiten sollen, sind ihm nicht wohlgesinnt, verlassen ihn ohne Abschied in Jachscha Khan und er befürchtet einen Überfall. In Jachscha Khan dagegen schließt sich ihm ein junger Beamter, ein Kysrakdar (= Gestütsmeister), an. Da sie während der Pilgerzeit unterwegs sind, ist der Ich-Erzähler als Christ in dauernder Gefahr; aber auch sein Begleiter, der Es Sabbi – der Verfluchte genannt wird, wird bedroht. Im Gespräch erfährt der Ich-Erzähler, dass der junge Mann zum katholischen Glauben konvertiert und der Sohn des Osman Bei ist.
In Boghaslajan treffen sie wieder auf die Arnauten, die eindeutig keine guten Absichten haben. Es gelingt den Reisenden, einen Hinterhalt zu umreiten.
Der Einsiedler Abdal Osman Bei wohnt mit seiner Frau unweit von Urumdschili. Seine Freude über die Pension ist groß, aber sein Zorn auf den abtrünnigen Sohn ebenfalls. In letzter Sekunde kann der Ich-Erzähler einen Mord verhindern.
Gemeinsam reisen sie nun weiter nach Kaisarijeh, wo sie vom französischen Konsul und seiner Familie freundlich aufgenommen werden. (Der junge Kysrakdar ist mit der Tochter des Hauses verlobt.)
Kurz nach ihrer Ankunft erfahren sie, dass Osman Bei überfallen und beraubt worden ist. Er hat Anzeige gegen den Ich-Erzähler und seinen Sohn erstattet und die beiden werden verhaftet.
Der Kadi lässt sich aber schnell überzeugen, dass der Ich-Erzähler und sein Begleiter unschuldig sind. Trotzdem sind die wütenden Pilger nicht zu bändigen. Die beiden Gefährten fliehen zu einer Kapelle auf dem Ardschisch-Berg und werden von einem wütenden Mob verfolgt.
Durch einen Felssturz kommen etliche ihrer Verfolger grausam ums Leben. Unter den Toten sind auch die beiden Arnauten, die das gestohlene Geld noch bei sich haben. Auch Osman Bei wurde wie durch ein Gottesgericht zerschmettert.
Die Reiseroute führt von Engyrijeh über Jachscha Khan und Baltschyk nach Paschaköi, danach über Boghaslajan und Urumdschili (mit Fähre über den Kizil Irmak) nach Kaisarijeh.

## Buchausgaben
In den Gesammelten Werken des Karl-May-Verlages heißt Band 10 inzwischen Sand des Verderbens.
Die aktuelle Auflage enthält folgende Erzählungen:
1. Die Gum
2. Christus oder Muhammed
3. Der Krumir
4. Der „Sand des Verderbens“ (Er Raml el Helahk, ursprünglich in Band 23 „Auf fremden Pfaden“)
5. Der Raubzug der Baggara (Eine Ghasuah)

Die fortgefallenen Erzählungen finden sich mittlerweile in Band 48 „Das Zauberwasser“.